# Asplenium davisii
Asplenium davisii är en svartbräkenväxtart som beskrevs av Robert G. Stolze. Asplenium davisii ingår i släktet Asplenium och familjen Aspleniaceae. Inga underarter finns listade.